# Permeabilidad relativa
Permeabilidad Relativa  o kr es el cociente de la permeabilidad efectiva de un fluido a una saturación determinada entre la permeabilidad absoluta de ese mismo fluido y la saturación total.

## Cálculo de la permeabilidad
El cálculo de la permeabilidad relativa permite comparar dos fluidos inmiscibles que fluyen uno en presencia del otro en un mismo medio poroso, ya que un fluido en presencia de otro inhibe el flujo. Esta permeabilidad puede ser expresada en porcentaje o fracción. Para un sistema de fluido simple, la permeabilidad de ese fluido es 1.

### Permeabilidad absoluta
La permeabilidad absoluta es medida en el laboratorio usando muestras de tapones o núcleos enteros y generalmente se usa gas (aire) como fluido inyector, ya que no reacciona con las muestras. Sin embargo, a altas tasas de flujo ocurren desprendimientos internos en las muestras que causan altos valores de permeabilidad, los cuales pueden ser corregidos por Klinkenberg.

### Permeabilidad relativa
Las mediciones de la permeabilidad relativa son usadas para describir cuantitativamente el transporte simultáneo de dos o más fluidos inmiscibles a través de una roca de formación. Estas mediciones dependen principalmente de las saturaciones de los fluidos. Las pruebas del flujo de fluidos en los sistemas de drenaje e imbibición son elaboradas usando el método de estado estable y no-estable.

## Permeabilidad Relativa Agua-Petróleo
Buckley y Leverett derivaron una expresión de la Ley de Darcy la  cual relaciona el flujo fraccional con la relación de la permeabilidad relativa. El flujo fraccional de petróleo, agua o gas puede ser determinado de las pruebas de laboratorio.
Existen varios factores que influyen en la permeabilidad relativa agua petróleo. Las características de un yacimiento están afectadas por la litología de las rocas que lo componen. La permeabilidad  relativa agua petróleo es función de:

## Geometría de los poros de las rocas del yacimiento
Según muchos investigadores, la geometría de los poros influye en la permeabilidad relativa agua petróleo. Esto se debe a que existen ciertas propiedades que afectan la geometría de los poros y a su vez la permeabilidad relativa agua petróleo, las cuales son: Tamaño de los granos, Forma de los granos, Escogencia de los granos, Arreglo de los granos y Arcilla intergranular
Estos parámetros están relacionados y afectan las propiedades del yacimiento tales como: permeabilidad, porosidad, saturación de agua irreducible. En general, exámenes microscópicos han demostrado que rocas con grandes poros interconectados y correspondientes a pequeñas áreas superficiales presentan una gran diferencia entre la saturación inicial de agua y la saturación residual de petróleo.
Rocas con pequeños poros interconectados presentan un rango de saturación pequeño. Ahora bien, las curvas de permeabilidad relativa agua petróleo son muy similares para litologías similares, así existen diferencias entre sus permeabilidades al aire.
Diferentes tipos de roca con la misma permeabilidad al aire tendrán diferentes características en la curva de permeabilidad relativa agua petróleo.

## Permeabilidad Relativa Gas-Petróleo
La permeabilidad relativa Gas-Petróleo es realizada para investigar las características de flujo del yacimiento, el cual está produciendo por gas en solución, expansión de la capa de gas o donde una recuperación secundaria por inyección de la capa de gas esté planeada.
El cálculo de la permeabilidad relativa gas petróleo se basa en el mismo principio físico que la prueba de permeabilidad relativa agua petróleo. Las principales diferencias son: Debido a las diferencias de viscosidades entre el  y el petróleo, el punto de ruptura ocurre muy temprano. La fase no mojante es representada por el gas y la fase mojante por el petróleo.